# Oparenské údolí
Oparenské údolí je říční údolí Milešovského potoka v úseku od Velemína po Malé Žernoseky o délce asi pěti kilometrů. Hloubka údolí dosahuje 50 až 100 m. Podél potoka vede cesta s turistickým značením (žlutá, zelená a modrá) včetně naučné stezky Lovoš a cyklostezky 25. U vsi Oparno se na ostrohu nad údolím tyčí zřícenina hradu Oparno.

## Železnice
Nad potokem vede železniční trať Lovosice – Teplice v Čechách, na které je zde zastávka Oparno. Příslušný úsek trati je však od poškození sesuvem půdy roku 2013 na neurčito vyloučen z provozu; náhradní autobusová doprava je vedena mimo údolí (údolím nevede silnice) a zajíždí jen na okraj vsi Oparno. Od 6. června 2020 byl zahájen sezónní (červen až září) víkendový provoz vlaků přes Oparenské údolí z Lovosic do Chotiměře.

## Most

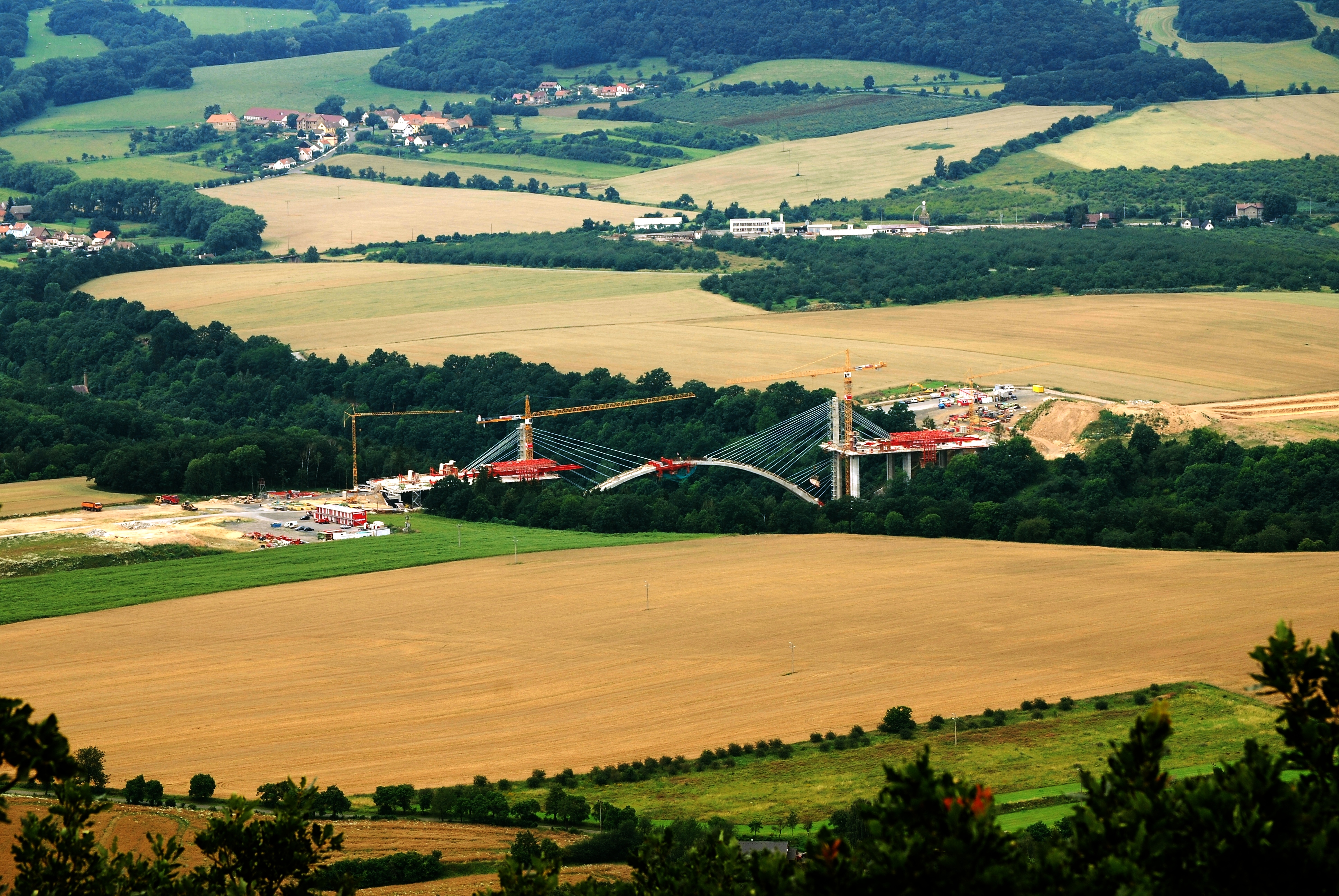
Stavba dálničního mostu přes Oparenské údolí

Přes údolí nedaleko Velemína vede most dálnice D8 protínající České středohoří. Má železobetonový oblouk o rozpětí 135 metrů se spolupůsobící předpjatou deskovou mostovkou, která se nachází 30 metrů nad údolím. Délka přemostění je 275 metrů. Stavba probíhala metodou letmé betonáže pomocí vyvěšování částí oblouku zpětnými závěsy bez potřeby stavební činnosti v údolí – bez skruží, lešení a montážních podpěr. Toto řešení citelně prodražilo výstavbu a jeho přínos pro ochranu přírody je zpochybňován.[zdroj⁠?!]

## Oparenský mlýn
Stavba mlýna pochází z období před rokem 1649. V roce 2008 jej získala Asociace turistických oddílů mládeže (ATOM) od Fondu dětí a mládeže, z Evropské unie pak získala prostředky na jeho renovaci (Program Cíl 3 Česko-Sasko) a 11. června 2011 byl objekt za účasti mnoha významných hostů předán do užívání.